# Echosmith
Echosmith — американський інді-поп гурт, заснований в лютому 2009 року у Чино (Каліфорнія). У травні 2012 року підписали контракт з Warner Bros. Records.
Перший сингл групи «Tonight We're Making History» випущений 5 червня 2012 року і представлений в якості промо трека для літніх Олімпійських ігор 2012 на каналі NBC.
Найбільшу популярність їм приніс сингл «Cool Kids», який досяг 13 строчки в чарті Billboard Hot 100 і став двічі мультиплатиновим за оцінкою RIAA в США і Австралії. Сингл був перекладений (за допомогою субтитрів) 20 мовами.

## Учасники
- Сідні Серота (англ. Sydney Sierota) — спів;
- Грем Серота (англ. Graham Sierota) — ударні;
- Ной Серота (англ. Noah Sierota) — бас-гітара;
- Джеймі Серота (англ. Jamie Sierota) — гітара.